# Kristijonas Donelaitis
Kristijonas Donelaitis (n. 1 ianuarie 1714 - d. 18 februarie 1780) a fost un poet lituanian, considerat întemeietorul literaturii clasice lituaniene.

## Opera
- 1765 - 1775: Anotimpurile ("Metai"), capodopera sa;
- Poveste despre o nuntă lituaniană ("Pričkaus pasalai apie lietuvišką svodbą"), povestire în versuri.